# جاك أندريه ماليه
كان جاك أندريه ماليه (مواليد 23 سبتمبر عام 1740 - 31 يناير عام 1790) رياضيًا وفلكيًا من جنيف.
يعود الفضل إلى ماليه في تأسيس أول مرصد فلكي في جنيف في عام 1772، وذلك فضلًا عن المشاركة في تمويله. ظل ماليه مديرًا للمرصد إلى حين وفاته في عام 1790. ركزت أبحاثه بصورة رئيسية على الاحتجابات ولا سيما الكسوفات القمرية والشمسية والبقع الشمسية والمدارات الكوكبية ومدارات أقمار المشتري.

## السيرة الشخصية

### النشأة والتعليم
ولد جاك أندريه ماليه في مدينة جنيف. كان والده المدعو جان روبير نقيبًا في الجيش الفرنسي، في حين كانت والدته تدعى دوروتي فافر، وينحدر كليهما من طبقة النبلاء. كانت عائلة جان روبير تنتمي لأحد أفرع آل ماليه من الهوغونوتيين ممن عملوا في التجارة والأعمال المصرفية والذين فروا من روان إلى جنيف في عام 1557، وذلك هربًا من الاضطهاد الديني المتزايد. كذلك كان جاك أندريه سليلًا مباشرًا لفرنسوا فافر العضو في منظمة إيدغنو الوطنية وذلك من طرف والدته دوروتي. اشتهر فافر بدخوله في صراع (بالدعم الذي أمده إياه صهره آمي بيرين في ما بعد) مع نظام الحكم الكالفيني في جنيف.
أراد جان روبير أن يغدو ابنه جنديًا ولكن أدى حرقٌ بالغ كان قد أصاب جاك أندريه في الفخذ حين كان طفلًا إلى إصابته بإعاقة دائمة وهو ما جعله غير مؤهل لأداء الخدمة مستقبلًا. وبدلًا من ذلك، استأنف جاك أندريه تعليمه في المجالين العلمي والبحثي، ملتحقًا بأكاديمية جنيف في عام 1755. وهناك تتلمذ على يد الرياضي لويس نيكر وهو شقيق جاك. كذلك أخذ ماليه دروسًا خصوصية مع جورج لويس لو سيج قبل أن يغادر جنيف في عام 1760، ويستكمل دراسته في جامعة بازل، وهناك كان طالبًا عند دانييل برنولي. تفرغ من دراسته في عام 1762، وارتحل إلى فرنسا وإنجلترا في عام 1765، وكون صداقات مع عالمي الفلك جيروم لالاند وجون بيفس اللذين يعود إليهما الفضل في اكتشاف سديم السرطان ومع نيفيل ماسكيلين وغيرهم. تعرف ماليه على علم الفلك للمرة الأولى من لالاند وماسكيلين خلال رحلته هذه.  

## البعثة إلى إقليم لابي
بادرت كاترين العظمى وأكاديمية سانت بطرسبرغ للعلوم إلى دعوة ماليه للسفر إلى روسيا في شهر أبريل من عام 1768، وذلك تحضرًا لمراقبة عبور كوكب الزهرة فوق سماء منطقة بونوي الواقعة في إقليم لابي في عام 1769. جاءت هذه الدعوة بناءً على توصيات كل من لالاند وبرنولي. هذا ورافقه في رحلته عالم الفلك الجنيفي جان لويس بيكتيه والذي كلف بالتمركز في موقع محاذي لبلدة أومبا. كان من جملة العلماء الذين شاركوا في مراقبة العبور كل من ستيبان روموفسكي وكريستيان ماير وكريستوفر أويلر وهو ابن عالم الرياضيات ليونهارت أويلر. اجتمع ماليه وبيكتيه خلال الفترة التي قضوها في مدينة سانت بطرسبرغ بالعديد من أعضاء الطبقة المخملية ومن بينهم جان بابتيست شاربنتيه وبارون ستروغانوف، وذلك في غضون تحضرهم لمباشرة البعثة والاتجاه شمالًا. تتلمذ ستروغانوف -مثل ماليه- على يد نيكر في أكاديمية جنيف.
وقع عبور كوكب الزهرة في يوم 3 يونيو عام 1769.الملاحين على غرار جيمس كوك في تاهيتي بمهمة مراقبة هذه الظاهرة النادرة من 76 نقطة حول العالم. لسوء حظ ماليه فقد حجب المطر العبور وتمكن فقط من رؤية بدايته. تمكن ماليه من نشر بيانات مفيدة بشأن اختلاف المنظر الشمسي، وذلك رغم أحول الطقس السيئة وهو ما فتح الباب أمام الحصول على تقديرات أدق للمسافة بين الأرض والشمس. منح ماليه عضوية فخرية في أكاديمية سانت بطرسبرغ للعلوم في شهر ديسمبر من عام 1776، ولعل ذلك يرجع إلى إسهاماته التي حققها في إقليم لابي.

### مرصد جنيف
انتخبت الطبقة البرجوازية ماليه كعضو في مجلس المئتين بجنيف والذي يمثل الهيئة القائمة على السلطة التشريعية في الكانتون، وجاء ذلك بعد عودة الأخير من روسيا. قبل ماليه منصب الأستاذية الفخرية في أكاديمية جنيف كرئيس دائم على قسم علم الفلك في سنة 1771. وفي العام نفسه، أقنع ماليه زملائه في المجلس بالموافقة على بناء مرصد فلكي في إحدى المنشآت المحصنة ضمن حصن سان أنطوان، وذلك شريطة أن يسدد ماليه جزءًا من التمويل بنفسه ويزود صانعي الساعات في المدينة بحسابات زمنية دقيقة. تشير بعض المصادر إلى اكتمال المشروع في عام 1773، وذلك على الرغم من أن الفضل في تأسيس المرصد -وهو أول مرصد في المدينة- يرجع إلى ماليه في عام 1772.
ابتعد ماليه في تصميم هيكل المرصد عن المخطط التقليدي العملي، وآثر بناء مبنى ثماني الأضلاع مؤلف من طابق واحد، تعلوه أسطوانة وقبة صغيرة الحجم. ومن أجل تجهيز المرصد، قام ماليه بشراء وتركيب تلسكوب لوني يبلغ طوله 10 أقدام. يحتمل أن التلسكوب كان من صنع عالم البصريات الإنجليزي جون دولوند. كذلك وضع فيه ساعة عالية الدقة تعود للنادل الفرنسي جان أندريه ليبوت، وإطار طولي من صنع جرميه سيسون، وذلك بهدف تحسين دقة حساب مدة دوران الأرض والداخلة في عملية ضبط الوقت. استمر ماليه في مراقبة الأجرام السماوية وتفاعلاتها مع بعضها البعض ومع كوكب الأرض، وذلك بالاشتراك مع تلاميذه ومساعديه ومن بينهم مارك أوغست بيكتيه وجان تريمبلي. بادر جيروم لالاند إلى تعيين ماليه عضوًا مراسلًا في أكاديمية العلوم الفرنسية في شهر مايو من عام 1772. اعتبر ماليه الذي كان عضوًا مراسلًا من العلماء الممكن الاعتماد عليهم والذين اتسموا بالفاعلية والدقة.

### العائلة
لم يتزوج جاك أندريه ولم ينجب أي أطفال معروفين. تزوجت أخته الصغرى مارغريت (1745 - 1824) من عالم الفلك والمحامي جان لويس بيكتيه في عام 1773. رافق بيكتيه جاك أندريه خلال البعثة التي قصدا فيها شبه جزيرة كولا في عام 1769. واصلت شقيقته الأخرى المدعوة إيزابيل (1743 - 1798) الإضافة على مذكرات جاك أندريه وحساباته العقارية لمدة عامين بعد آخر إدخال له. انتقلت ملكية عقار أفولي إلى ابن أخت إيزابيل بعد وفاتها، والمدعو جان بيير بيكتيه، وهو والد عالم الحيوان وعالم الحفريات فرنسوا جول بيكتيه، وحالها في ذلك حال شقيقها الذي لم يتزوج أيضًا.

### الإرث
عمومًا، من المتعارف عليه أن فوهة ماليه القمرية تحمل اسم الجيوفيزيائي والمهندس الإيرلندي روبرت ماليه. ومع ذلك فقد اقترح عالم الفلك السويسري مارسيل غولاي والذي شغل منصب المدير الثامن لمرصد جنيف (1956 - 1992) أن يكون بلاج ومولر اللذين يرجع إليهما الفضل في وصف الفوهة قد اختارا الاسم تكريمًا لجاك أندريه، وذلك نظرًا لعدم الإشارة إلى أي اسم معين بالأصل. كذلك أيد عالم الكيمياء ومؤسس ومدير متحف جنيف لتاريخ العلوم مارك كرامر (1892-1976) نظرية التسمية الخاطئة، غير أنه أشار إلى أن الفوهة كانت تحمل اسم يوهان شميت في بادئ الأمر.